# Alborz (provincie)
Alborz (Perzisch: استان البرز, Ostān-e Alborz) is een van de 31 provincies van Iran. De naam verwijst naar het gebergte Elboers of Alborz in het noorden van Iran. De hoofdplaats van de provincie is de stad Karaj.
Alborz is de kleinste en de jongste provincie van Iran. Op 23 juni 2010 heeft het Iraanse parlement de vorming van de nieuwe provincie Alborz goedgekeurd. Alborz is als 31e provincie gevormd door afsplitsing van de provincie Teheran.

## Indeling
Alborz is de kleinste provincie van Iran en het bestaat uit vier districten of shahrestān: Karaj, Nazarabad, Savojbolagh en Taleghan.
De hoofdstad van Alborz is Karaj. Karaj ligt 20 km west van Teheran aan de uitlopers van het Alborz gebergte. Het is naar grootte de vierde stad van Iran, na Teheran, Mashhad en Isfahan.
Alborz · Ardebil · Oost-Azerbeidzjan · West-Azerbeidzjan · Bushehr · Chahar Mahaal en Bakhtiari · Fars · Gilan · Golestan · Hamadan · Hormozgan · Ilam · Isfahan · Kerman · Kermanshah · Noord-Khorasan · Razavi-Khorasan · Zuid-Khorasan · Khoezistan · Kohgiluyeh en Boyer Ahmad · Kordestan · Lorestan · Markazi · Mazandaran · Qazvin · Qom · Semnan · Sistan en Beloetsjistan · Teheran · Yazd · Zanjan